# Пневмонія
Пневмоні́я — запалення легень, яке відбувається перш за все в повітряних міхурцях, які називають альвеолами. Зазвичай виникає при інфікуванні бактеріями, рідше — вірусами та іншими мікроорганізмами, ураженні деякими медичними препаратами, при автоімунних захворюваннях, дії деяких токсичних факторів тощо.
Зазвичай при пневмонії спостерігають: кашель, біль за грудиною, гарячку, ускладнене дихання. Для діагностики застосовують рентгенографію легень і бактеріологічний посів мокротиння. Існують вакцини для запобігання пневмонії, яку спричиняють деякі збудники. Лікування залежить від причини захворювання. Бактеріальну пневмонію лікують антибіотиками. При гострій пневмонії хворий часто лікується в стаціонарі.

## Актуальність
Щороку на пневмонію хворіють близько 450 млн людей: 7 % населення планети; вона також стає причиною близько 4 млн смертей. Хоча Вільям Ослер у ХІХ столітті назвав пневмонію «водієм ешелону смерті», поява антибіотикотерапії та вакцин у ХХ столітті значно збільшила кількість людей, що одужали. Тим не менш, в країнах, які розвиваються, а також серед людей похилого віку, дітей та осіб з хронічними захворюваннями, пневмонія залишається великою загрозою.

## Етіологія

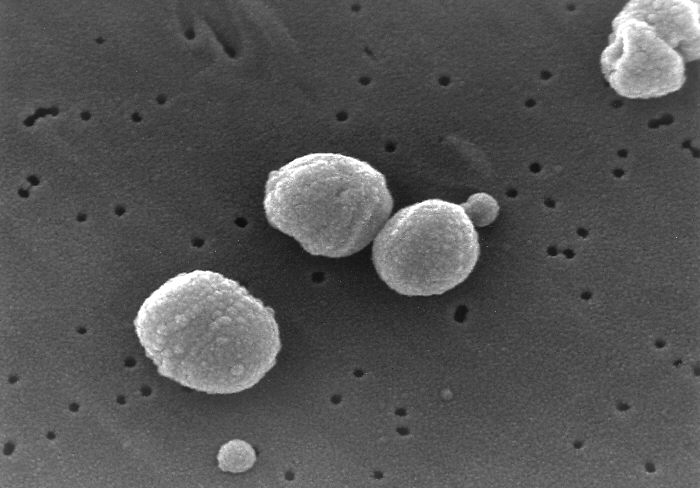
Бактерії-пневмококи, часта причина пневмонії, під електронним мікроскопом

Найчастіше причиною пневмонії бувають бактерії, віруси, і набагато рідше — грибки та найпростіші. Хоча існує більш 100 видів виявлених збудників запалення легень, лише декілька з них спричинюють більшість випадків пневмонії. Вірусно-бактеріальна асоціація може спричинити до 45 % випадків пневмонії в дітей і 15 % випадків у дорослих. Збудник не виявляється приблизно в половині випадків, незважаючи на ретельне тестування.
Термін пневмонія іноді застосовується більш широко до будь-якого стану, результатом якого стає запалення легень (спричинене, наприклад, автоімунними захворюваннями, хімічними опіками чи реакціями на препарати); однак, такі запалення слід називати точнішим терміном пневмоніт. Збудників пневмонії раніше поділяли на «типові» та «атипові», на основі їх очікуваного прояву, але такий поділ не був підтриманий доказами, таким чином, його більше не підкреслюють.
Умови та фактори ризику, що провокують виникнення пневмонії, включають: тютюнопаління, імунодефіцит, алкоголізм, хронічну обструктивну хворобу легень, хронічну хворобу нирок та хворобу печінки. Застосування кислотопригнічуючих медикаментів — таких як інгібітори протонної помпи чи блокатори H2 — пов'язане з підвищеним ризиком пневмонії. Похилий вік також підвищує ризик виникнення пневмонії.

### Бактерії
Бактерії є найбільш поширеною причиною позалікарняної пневмонії (англ. Community acquired pneumonia, CAP), причому пневмококи виділяють приблизно у 50 % випадків. Серед інших бактерій, які виділяються часто: гемофільна паличка — 20 %, Chlamydophila pneumoniae — 13 %, та мікоплазма — 3 %; золотистий стафілокок; Moraxella catarrhalis; Legionella pneumophila та грам-негативні бактерії. Деякі стійкі до антибіотиків штами вищезгаданих
інфекцій стають все більш поширеними, включаючи стійкий до препаратів пневмокок (DRSP) та метицилін-резистентний золотистий стафілокок(MRSA).
Поширення бактерій прискорюється за наявності факторів ризику. Алкоголізм пов'язують із пневмонією, зумовленою пневмококом, анаеробними організмами і на тлі туберкульозу; куріння сприяє виникненню пневмонії, спричиненої пневмококом, Haemophilus influenzae, Moraxella catarrhalis і Legionella pneumophila. Ураження легень відбувається після контакту з птахами, що пов'язують з Chlamydophila psittaci (орнітоз); після контакту з сільськогосподарськими тваринами, що пов'язують з Coxiella burnetii (Ку-гарячка); аспірація вмісту шлунку призводить до пневмонії, спричиненої анаеробними мікроорганізмами, а при кістозному фіброзі частою причиною ураження легень є Pseudomonas aeruginosa і золотистий стафілокок. Пневмокок більш поширений взимку.

### Віруси
У дорослих, на віруси припадає близько третини випадків пневмонії, а в дітей ця кількість складає близько 15 %. Вірус простого герпесу дуже рідко стає причиною пневмонії, за виключенням наступних груп: новонароджені, хворі на рак, пацієнти після пересадки органів та люди, які отримали значні опіки. Серед пацієнтів після трансплантації органів чи тих, які з іншої причини мають імунну недостатність, достатньо високий відсоток пневмонії, спричиненої цитомегаловірусом. Хворі на вірусні інфекції можуть бути вторинно інфіковані такими бактеріями, як пневмококи, золотисті стафілококи чи гемофільна паличка, особливо за наявності інших проблем зі здоров'ям. У різні періоди року домінують різні віруси, наприклад, протягом сезону грипу його збудники  є причиною майже половини випадків, спричинених вірусом. Спалахи інших вірусів також можуть іноді мати місце, включаючи хантавіруси та коронавірус.

### Грибки
Пневмонія, спричинена грибками, не є типовою, але трапляється частіше в пацієнтів з послабленим імунітетом при СНІДі, тривалому прийомі імуносупресивних препаратів або при певних інших медичних проблемах. Найчастіше таку пневмонію спричинюють Histoplasma capsulatum, бластоміцети, Cryptococcus neoformans, Pneumocystis jirovecii та Coccidioides immitis. Гістоплазмоз найбільш поширений у басейні річки Міссісіпі, а кокцидіоїдомікоз найпоширеніший у південно-західних штатах США. Кількість таких випадків зросла в другій половині ХХ століття через зростання кількості мандрівок і послаблення імунітету в населення.

### Найпростіші
Деякі види найпростіших або гельмінти здатні уражати легені. За виключенням Paragonimus westermani, більшість паразитів не впливають прямо на легені, але пошкоджують легені вторинно, після ураження інших місць. Деякі паразити: аскариди, кишкова вугриця тощо спричинюють сильну еозинофільну реакцію, що може зумовити еозинофільну пневмонію. При інших інфекціях, таких як малярія, вплив на легені, в першу чергу, спричинений цитокін-індукованим системним запаленням. У розвинутих країнах ці інфекції найчастіше зустрічаються в людей, що повертаються з мандрів або іммігрантів. Загалом, ці інфекції найбільш поширені у людей з імунодефіцитом.

### Невизначене походження
Ідіопатична інтерстиціальна пневмонія або неінфекційна пневмонія — це група дифузних захворювань легень. Вони включають: дифузне альвеолярне ураження, неспецифічну інтерстиціальну пневмонію, лімфоцитарну інтерстиціальну пневмонію, десквамативну інтерстиціальну пневмонію, респіраторне бронхіолітичне інтерстиціальне захворювання легень та звичайну інтерстиціальну пневмонію, що потрібно називати правильніше пневмонітом.

## Епідеміологічні особливості

Рівень смертності відповідно до віку: інфекції нижніх дихальних шляхів на 100 000 осіб у 2004 році.
no data
<100
100–700
700–1400
1400–2100
2100–2800
2800–3500
3500–4200
4200–4900
4900–5600
5600–6300
6300–7000
>7000

Пневмонія — це розповсюджена хвороба, яка уражає приблизно 450 мільйонів людей по всьому світу щорічно. Це — найчастіша причина смерті в усіх вікових групах — приблизно 4 мільйони смертей (7 % загальних випадків смертей у світі) щорічно. Найвищі показники смертності спостерігаються серед дітей віком до п'яти років та літніх людей старше 75 років. Показники захворюваності у країнах, що розвиваються, приблизно у п'ять разів вище у порівнянні з розвиненими країнами. На вірусну пневмонію припадає приблизно 200 мільйонів випадків. За даними 2009 року пневмонія займає 8-у позицію серед найчастіших причин смерті у Сполучених Штатах.

### Діти
У 2008 році було зафіксовано приблизно 156 мільйонів випадків пневмонії серед дітей (151 мільйон — у країнах, що розвиваються, та 5 мільйонів — у розвинених країнах). Це призвело до 1,6 мільйона смертей, або 28—34 % усіх смертей за п'ять років, 95 % яких припадають на країни, що розвиваються. Країни, населення яких найбільше страждає від хвороби: Індія (43 мільйони), Китай (21 мільйон) та Пакистан (10 мільйонів). Це — найпоширеніша причина смерті серед дітей у країнах з низьких рівнем доходу. Велика частка цих смертей припадає на новонароджений період. Всесвітня організація охорони здоров'я припускає, що причиною кожного третього випадку смерті серед новонароджених є пневмонія. Приблизно половину цих смертей можна попередити, оскільки їхньою причиною є бактерії, для боротьби з якими існують відповідні вакцини.

## Патогенез

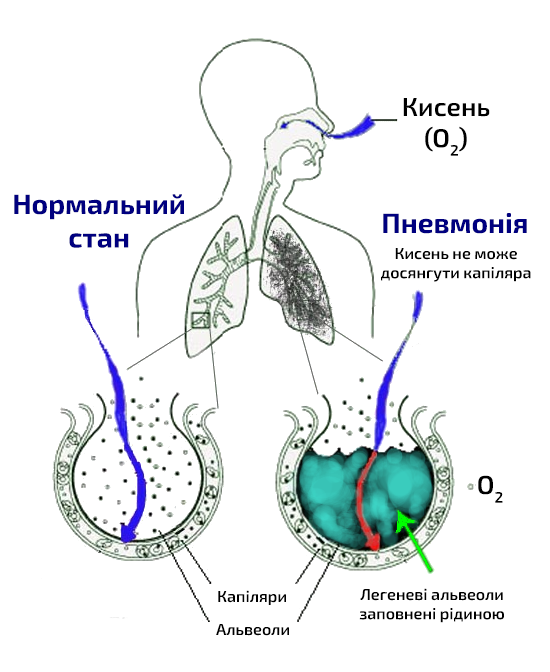
Пневмонія наповнює легені альвеоли рідиною, перешкоджаючи оксигенації. Альвеола ліворуч нормальна, в той час як праворуч наповнена рідиною в результаті пневмонії.

Пневмонія часто починається як інфекція верхніх дихальних шляхів, що переміщується до нижньої частини дихальних шляхів.

### Вірусне пошкодження
Віруси уражають легені у кілька способів. Респіраторно-сінцитіальним вірусом іноді заражаються, коли торкаються заражених об'єктів, а потім — очей чи носа. Інші вірусні інфекції потрапляють до організму повітряно-крапельним механізмом через носову чи ротову порожнини. Як тільки вірус опиняється у верхніх дихальних шляхах, він пробирається до легень, проникаючи у поверхневий шар клітин верхніх дихальних шляхів, альвеоли чи легеневу паренхіму. Ураження легень може призвести відмирання клітин різних ступенів. Реакція імунної системи на пошкодження легень мікробами може їх ще більше уразити. Білі кров'яні тільця, переважно мононуклеарні клітини, в першу чергу провокують інфекцію. Разом із легенями також уражаються інші органи, що призводить до порушення інших функцій організму. Віруси здатні активізувати бактеріальні інфекції в організмі і таким чином може розпочатися бактеріальна пневмонія як ускладнення..

### Бактерії
Ураження відбувається повітряно-крапельним механізмом. Як тільки бактерія потрапляє у легені, вона прагне проникнути у простір між клітинами та між альвеолами, де макрофаги та нейтрофіли (захисні білі кров'яні тільця) намагаються блокувати активність бактерій. Нейтрофіли виділяють цитокіни, спричинюючи загальну активацію імунної системи. Все це призводить до жару, ознобу та втоми, що притаманні бактеріальній пневмонії. Нейтрофіли, бактерії та рідина із навколишніх кров'яних судин заповнюють альвеоли. Це виявляється на флюорограмі у вигляді ущільнення легеневого малюнку.

### Класифікація
Типово пневмонію класифікують за тим, де та як вона набута: позагоспітальна, аспіраційна, пов'язана із наданням медичної допомоги, внутрішньолікарняна та вентиляторна пневмонія. Пневмонію також класифікують за областю враження легень: дольова пневмонія, бронхіальна пневмонія та гостра інтерстиціальна пневмонія; чи за збудником. Пневмонія у дітей має ще одну допоміжну класифікацію, яка базується на ознаках та симптомах: легка, тяжка та дуже тяжка.

## Клінічні ознаки
| Частота появи симптомів    | Частота появи симптомів |
| Симптом                    | Частота появи           |
| -------------------------- | ----------------------- |
| Кашель                     | 79-91 %                 |
| Втома                      | 90 %                    |
| Підвищена температура тіла | 71-75 %                 |
| Задишка                    | 67-75 %                 |
| Мокротиння                 | 60-65 %                 |
| Біль у грудях              | 39-49 %                 |

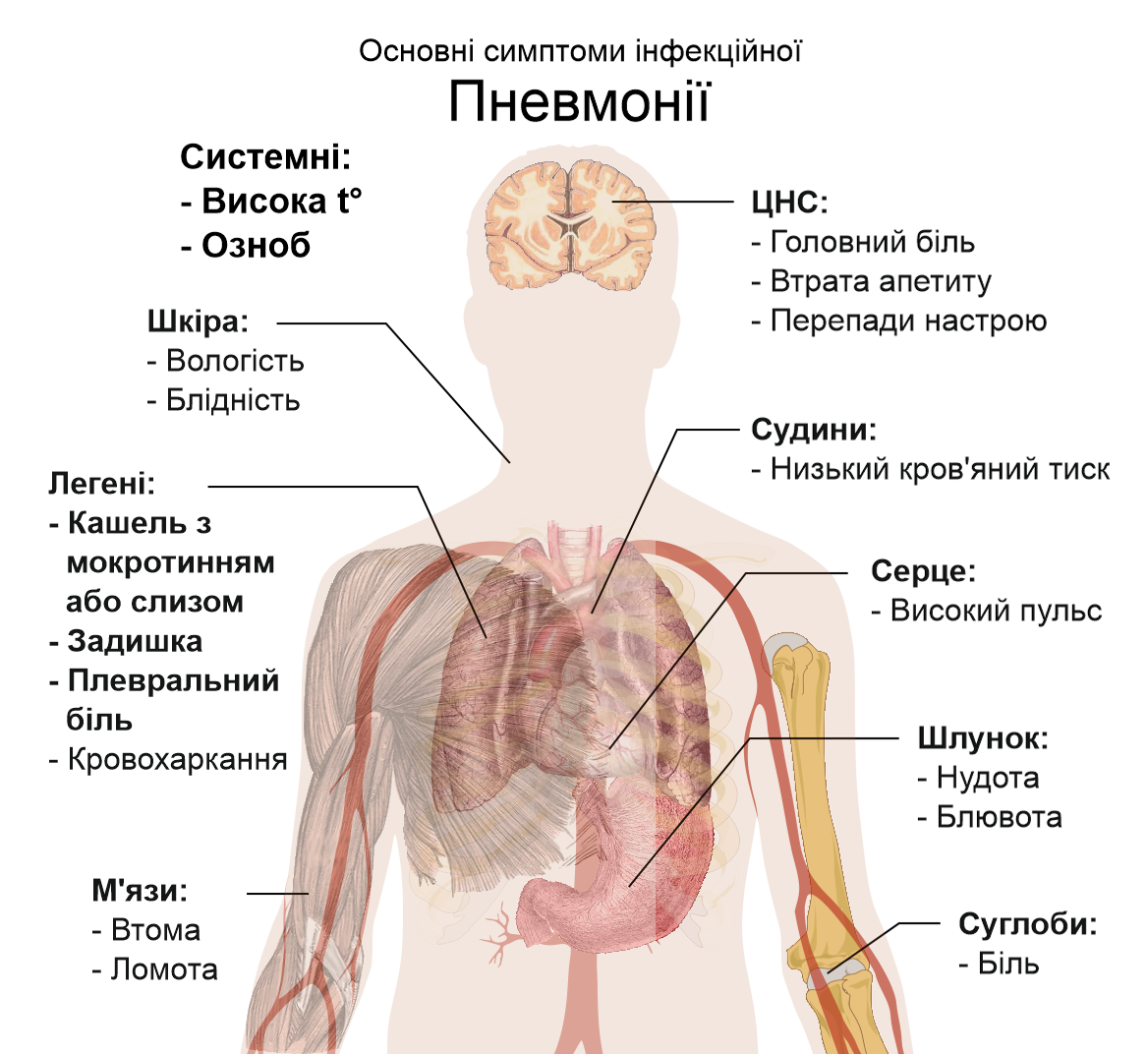
Основні симптоми інфекційної пневмонії

У хворих на пневмонію часто спостерігають кашель із мокротою, гарячку разом з ознобом, задишкою, гострим або різким болем у грудях при намаганні глибоко вдихнути, а також підвищену частоту дихання, ознаки інтоксикації. У людей похилого віку затьмарення свідомості може бути найбільш вираженою ознакою. Типовими ознаками та симптомами в дітей віком до п'яти років є: гарячка, кашель, швидке чи ускладнене дихання.
Гарячку не можна вважати характерною ознакою, адже вона є також і при інших захворюваннях, і може бути відсутня у хворих із тяжким перебігом пневмонії чи з недостатнім харчуванням. На додачу, кашель також, в основному, відсутній у дітей віком менше 2-х місяців. Серйозніші ознаки та симптоми можуть включати: ціаноз, блювання, зневоднення, судоми, дуже високу чи дуже низьку температуру або затьмарення свідомості.
Бактеріальна та вірусна пневмонії зазвичай супроводжуються однаковими симптомами. Легіонельоз, при якому частим є ураження легень, може супроводжуватися болем в животі, діареєю або затьмаренням свідомості, при пневмонії, спричиненій пневмококами, часто є іржаве мокротиння, при пневмонії, спричиненій клебсієлою, у хворих спостерігається кров'янисте мокротиння, яке часто називають «смородиновим желе». Кров'янисте мокротиння (відоме як кровохаркання) може також мати місце при туберкульозі, грам-негативній пневмонії та абсцесах легень, а також при гострому бронхіті. Пневмонія, яку спричинює мікоплазма, може мати місце разом із набряком лімфовузлів шиї, болем у суглобах, або інфекцією середнього вуха. При вірусній пневмонії аускультативні дані менш виразні, аніж при бактеріальній пневмонії.

## Діагностика
Діагностика пневмонії звичайно базується на сполученні клінічних ознак та даних рентгенографії грудної клітки. Проте, кінцевий діагноз поставити буде важко через те, що не існує таких тестів, за результатами яких можна було б розрізнити походження інфекції: бактеріальне чи не бактеріальне. Всесвітня організація охорони здоров'я визначає пневмонію у дітей, клінічно опираючись на наявність у них кашлю чи важкості дихання та прискореної частоти дихання, втягнення грудної клітки чи зменшений рівень свідомості. Прискорена частота дихання — більша, ніж 60 вдихів на хвилину у дітей до 2-х місяців, 50 вдихів на хвилину у дітей від 2-х місяців до року або більша, ніж 40 вдихів на хвилину у дітей від року до 5-ти років. У дітей із прискореною частотою дихання та втягненням грудної клітки швидше виявляється чутливість, ніж вологі хрипи у грудній клітці під час прослуховування стетоскопом.
У дорослих обстеження загалом непотрібні у випадках середньої важкості: ризик наявності пневмонії малий, якщо всі життєві ознаки та аускультація у нормі. Особам, які потребують госпіталізації, слід провести обстеження: пульсоксиметрію, радіограму грудної клітки та забір крові — включаючи загальний аналіз крові, аналіз на електроліти сироватки, аналіз на рівень C-реактивного білка, а можливо і печінкові проби Діагноз грипоподібного захворювання можна ставити, базуючись на ознаках та симптомах; однак, для підтвердження зараження саме інфлюенцою слід провести необхідні для цього аналізи. Таким чином, лікування часто ґрунтується на наявності грипу у певній громаді чи на швидкому аналізі на інфлюенцу.

### Фізикальне обстеження
Фізикальне обстеження може показати низький кров'яний тиск, високий серцевий ритм чи низьке насичення киснем шляхом застосування пульсоксиметрії. Частота дихання може бути пришвидшеною, і може передувати іншим симптомам за день-два. Обстеження грудної клітки може показати норму, але також і зменшену екскурсію грудної клітки в ураженій частині. Звуки важкого дихання, що чути у великих дихальних шляхах, які передаються через запалені легені, мають назву бронхіальне дихання; його чути через аускультацію стетоскопом. Вологі хрипи (хрипи) можна почути у враженій частині під час інгаляції. Перкусія може бути приглушеною у враженій частині легень та швидше збільшеною, ніж зменшеною; голосовий резонанс відрізняє пневмонію від плеврального випоту.

### Рентгенологічне дослідження

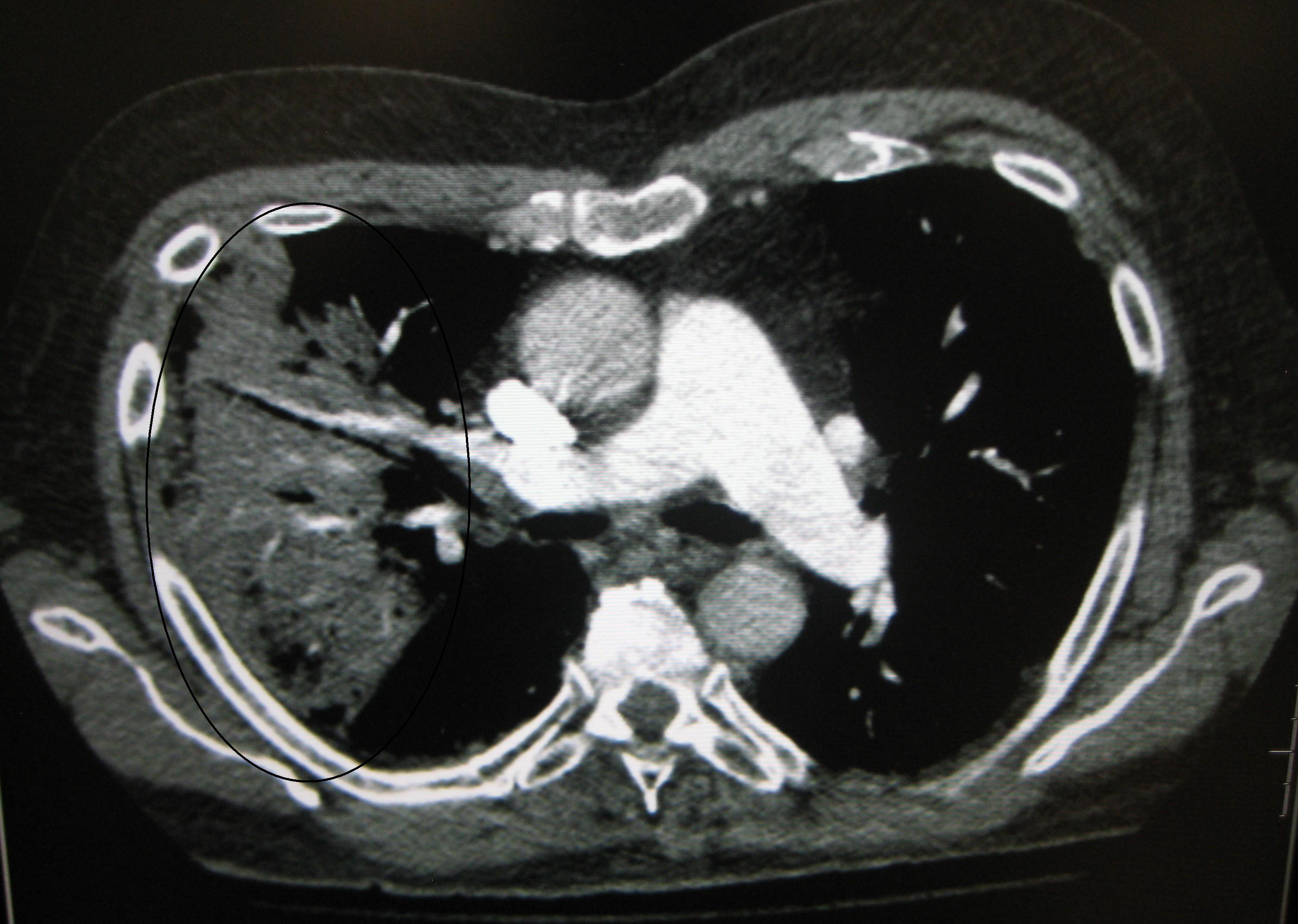
КТ грудної клітини показує правосторонню пневмонію (ліва сторона знімку).

Рентгенографія часто використовується у діагностиці. Пацієнтам із хворобою середньої важкості її проводять лише тоді, коли можливе ускладнення або ж тоді, коли діагноз непевний. Якщо особа важко хвора і підлягає госпіталізації, то рентгенографія обов'язкова. Результати не завжди збігаються із важкістю хвороби, і також за ними не можна впевнено розрізнити бактеріальну інфекцію від вірусної.
За результатами рентгенограми можна класифікувати дольову пневмонію, бронхопневмонію (відому також як лобулярна пневмонія) та інтерстиціальну пневмонію. Бактеріальна, позалікарняна, пневмонія класично показує ущільнення легень однієї сегментарної долі , що у свою чергу відоме як дольова пневмонія. Проте, результати можуть різнитися, й інші зразки можуть показати інші типи пневмонії. Аспіраційна пневмонія може бути у вигляді двостороннього затемнення в першу чергу в основі легень та з правого боку. Рентгенограми вірусної пневмонії можуть виглядати як норма, занадто розширені легені, наявні осередкові області з обох боків або ж показувати типове для бактеріальної пневмонії дольове ущільнення. Радіологічні показники можуть і не відобразитись на перших стадіях хвороби, особливо, якщо присутнє зневоднення; чи, коли їх важко інтерпретувати у пацієнтів з ожирінням або у тих, хто має захворювання легень в анамнезі. Сканування КТ може надати додаткову інформацію у невизначених випадках.

### Бактеріологічне дослідження
Пацієнтам, які проходять лікування вдома, не варто проводити дослідження на визначення збудника хвороби. Це неефективно і зазвичай не впливає на хід та вибір лікування. Хворим, які не реагують на лікування, слід провести посів мокроти, а хворим із хронічним вологим кашлем — посів на мікобактерії туберкульозу. Аналіз на інші специфічні організми рекомендовано проводити під час спалахів хвороби, у цілях громадської охорони здоров'я. Госпіталізованим пацієнтам із важкою формою хвороби слід провести обидва аналізи: посів мокроти та аналіз крові, а також варто зробити аналіз сечі на антигени до легіонели та стрептококу. Вірусні інфекції можуть бути виявлені за допомогою посіву або полімеразної ланцюгової реакції (ПЛР), серед інших методів. За допомогою звичайних мікробіологічних аналізів збудник виявляють лише у 15 % випадків.

### Диференціальна діагностика
Ряд хвороб має той же набір ознак та симптомів, що і пневмонія, як то: хронічна обструктивна хвороба легень (ХОХЛ), астма, набряк легень, бронхоектазія або розширення бронхів, рак легень та емболія судин легень. На відміну від пневмонії, астма та ХОХЛ типово представлені хрипами, набряком легень із нетиповою електрокардіограмою. Рак та бронхоектазія супроводжуються довготривалим кашлем, а емболія судин легень — гострим нападом різкого болю у грудях та задишкою.

## Лікування
| CURB-65                              | CURB-65 |
| Симптом                              | Бали    |
| ------------------------------------ | ------- |
| Сплутаність свідомості               | 1       |
| Сеча >7 ммоль/л                      | 1       |
| Частота дихання >30                  | 1       |
| СКТ<90 мм рт. ст., ДКТ<60 мм рт. ст. | 1       |
| Вік >=65                             | 1       |

Зазвичай, пероральні антибіотики, відпочинок, прості анальгетики та споживання великої кількості рідини є достатніми для повного одужання. Проте, хворі із додатковими медичними ускладненнями, літні люди або хворі зі значно утрудненим диханням можуть потребувати інтенсивнішого лікування. У всьому світі близько 7—13 % випадків захворювання у дітей закінчуються госпіталізацією, тоді як у розвинених країнах 22—42 % дорослих випадків припадають на побутову пневмонію. За шкалою оцінювання CURB-65 визначають потребу у госпіталізації хворого. Якщо показник 0 чи 1, хворого лікують у домашніх умовах; 2 — потрібна коротка госпіталізація чи нагляд за протіканням хвороби; при оцінці 3—5 балів рекомендується госпіталізація. Діти із задишкою чи рівнем насичення киснем, меншим від 90 %, мають бути госпіталізовані. Користь фізіотерапії грудної клітки під час пневмонії досі не визначена. Неінвазивна вентиляція може бути корисною для пацієнтів у реанімації. Ефективність безрецептурних ліків проти кашлю не визнана, так само як і застосування цинку у дітей. Доказів на користь використання муколітиків недостатньо.

### Бактеріальна пневмонія
Антибіотики покращують результати у хворих на бактеріальну пневмонію. Вибір лікування антибіотиками першочергово залежить від особистих характеристик хворого, наприклад, від віку, загального стану здоров'я та місця зараження інфекцією. У Великій Британії емпіричне лікування антибіотиком амоксицилін рекомендована в першу чергу у випадку побутової пневмонії; доксицилін чи кларитроміцин використовують як альтернативні засоби. У Північній Америці, де «атипові» форми побутової пневмонії більш розповсюджені, макроліди (такі як азитроміцин чи еритроміцин) та доксициклін замінили амоксицилін як препарат першого вибору в амбулаторному лікуванні дорослих пацієнтів. У дітей із симптомами середньої важкості амоксициклін залишається препаратом першої лінії. Використання фторхінолонів не рекомендується у нескладних випадках через проблеми з побічними ефектами та резистентність, що вони викликають, за відсутності значної клінічної користі. Термін лікування традиційно займає 7—10 днів, але все більше доказів того, що коротші курси лікування (3-5 днів) мають таку саму ефективність. У випадку внутрішньолікарняної пневмонії використовують цефалоспорини, карбапенеми, фторхінолони, аміноглікозиди та ванкоміцин третього та четвертого поколінь. Ці антибіотики завжди вживаються внутрішньовенно та використовуються комбіновано. 90 % госпіталізованих хворих виліковуються за допомогою антибіотиків першої лінії.

### Вірусна пневмонія
Інгібітори нейрамінідази можуть використовуватися у лікуванні вірусної пневмонії, яку спричинює вірус грипу типу A та B. Для вірусних пневмоній, які спричинюють інші збудники, (включаючи коронавірус ТОРС, аденовірус, хантавірус та вірус параінфлюенца) ніяких специфічних противірусних препаратів не рекомендують. Грип на сьогодні лікують озелтамивіром, занамивіром або перамивіром. Їх вважають найефективнішими, якщо почати їх приймати протягом 48 годин після появи перших симптомів. Багато різновидів грипу А (зокрема, H5N1, також відомих як «пташиний грип», мають стійкість до римантадину та амантадину. Вживання антибіотиків при вірусній пневмонії рекомендовано деякими експертами, оскільки неможливо виключити складну бактеріальну інфекцію. Британське торакальне товариство рекомендує уникати вживання антибіотиків у випадках середньої важкості. Вживання кортикостероїдів є спірним.

### Дихання
Загалом аспіраційний пневмоніт лікується консервативно антибіотиками, призначеними тільки для аспіраційної пневмонії. Вибір антибіотиків буде залежати від декількох факторів, включаючи підозрюваний збудник та місце зараження пневмонією (у побуті чи у лікарні). Звичайний вибирають кліндаміцин, комбінацію бета-лактамного антибіотику та метронідазолу, чи аміноглікозид.
Іноді при аспіраційній пневмонії призначають кортикостероїди, але доказів на користь їхньої ефективності недостатньо.

## Прогноз
При лікуванні розвиток більшості типів бактеріальної пневмонії стабілізується через 3—6 днів. Часто для повного зникнення симптомів потрібно декілька тижнів. Знімки рентгену звичайно проясняються протягом 4-х тижнів, і рівень смертності низький (менший від 1 %). У літніх людей та пацієнтів з іншими легеневими захворюваннями одужання може зайняти більше 12-ти тижнів. В осіб, яких госпіталізували, смертність може перевищувати 10 %, а у пацієнтів в реанімації може досягати більше 30—50 %. Пневмонія вважається найбільш розповсюдженою внутрішньолікарняною інфекцією із летальним наслідком. Перед тим, як почали лікувати антибіотиками, смертність серед госпіталізованих була зазвичай 30 %.
Ускладнення можуть виникати особливо у літніх людей та в осіб із основними проблемами зі здоров'ям. Серед інших, ускладнення можуть бути такими: емпієма, абсцес легень, облітеруючий бронхоліт, синдром гострої дихальної недостатності, сепсис та погіршення загального стану здоров'я або погіршення основних проблем зі здоров'ям.

### Правила клінічного прогнозу
Правила клінічного прогнозу було складено задля більш об'єктивного передбачення результатів пневмонії. Ці правила часто використовують, щоб визначити необхідність госпіталізації хворого.
- індекс тяжкості пневмонії (або «шкала PSI»)[20]
- шкала CURB-65, у якій враховується тяжкість симптомів, важливі фонові хвороби та вік.[71]

### Ексудативний плеврит, емпіема та абсцес

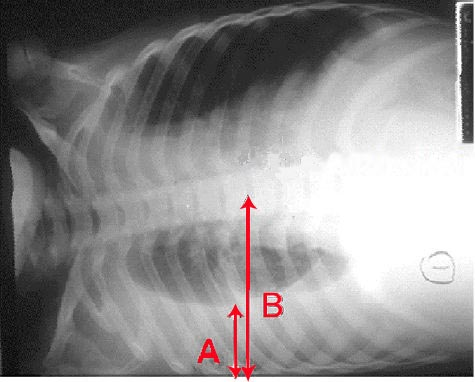
Ексудативний плеврит, показаний на рентгенівському знімку. Стрілка А вказує на рідину, що знаходиться у правому боці грудної клітки. Об'єм легень зменшений через скупчення рідини навколо легенів.

При пневмонії у просторі, що оточує легеню, може накопичуватися рідина. Час від часу наявність мікроорганізмів призводить до зараження цієї рідини, що стає причиною емпієми. Щоб відрізнити емпієму від більш загального та простого випадку парапневмонічного випоту, рідину збирають за допомогою голки (виконуючи забір плевральної пункції) та проводять аналізи. Якщо зібрані зразки містять ознаки емпієми, то необхідно повністю видалити рідину, що часто вимагає встановлення дренажного катетера. У тяжких випадках емпієми може знадобитися оперативне втручання. Якщо не видалити інфіковану рідину, інфекція може повторитися, оскільки антибіотики недостатньо глибоко проникають у плевральну порожнину. Якщо аналіз показав, що рідина чиста, то її видалення необхідне, лише це викликає симптоми або якщо її кількість із часом не зменшується.
Дуже рідко бактерії у легенях можуть формувати дивертикул з інфікованою рідиною; цей процес називається легеневий абсцес. Легеневі абсцеси зазвичай помітні на рентгенівських знімках грудної клітини, однак для підтвердження діагнозу найчастіше необхідний знімок КТ грудної клітини. Абсцеси зазвичай розвиваються при аспіраційній пневмонії та часто містять декілька видів бактерій. Тривале приймання антибіотиків найчастіше допомагає при лікуванні легеневих абсцесів, однак іноді може знадобитися дренування абсцесу хірургом або радіологом.

### Порушення дихання та кровообігу
Пневмонія може призвести до порушення дихання, викликаючи гострий респіраторний дистрес-синдром (ГРДС), причиною якого може бути ціла низка факторів від комбінованої інфекції до запальної реакції. Легені швидко наповнюються рідиною та стають нерухливими. Така нерухливість у сполученні з ускладненим через наявність альвеолярної рідини процесом виділення кисню може вимагати тривалих періодів механічної вентиляції для забезпечення виживання пацієнта.
Потенційним ускладненням пневмонії є сепсис, та однак це явище характерне лише для пацієнтів з ослабленим імунітетом або гіпоспленізом. Найбільш розповсюдженими збудниками хвороби є пневмококи, гемофільна паличка та клебсієла пневмонії. Серед інших причин, які викликають відповідні симптоми, можна назвати інфаркт міокарда або легеневу емболію.

## Профілактика
Профілактика включає щеплення, дослідження середовища та адекватне лікування інших проблем зі здоров'ям. Вважають, що за вжиття необхідних профілактичних заходів, проведених у всьому світі, смертність серед дітей можна зменшити на 400 000, а якщо повсюдно застосувати доступне правильне лікування, то дитячу смертність можна знизити ще на 600 000.

### Щеплення
Щеплення — профілактика певних бактеріальних та вірусних пневмоній. Вакцина від грипу вважається помірно ефективною проти грипу A і Б. Центр профілактики і контролю захворюваності (ЦПКЗ) радить щорічне щеплення особам віком від 6 місяців. Щеплення працівників сфери охорони здоров'я знижує ризик вірусної пневмонії серед пацієнтів.
Щеплення від гемофільної палички та пневмококу мають доведену ефективність. Щеплення дітей від пневмококів призвело до зниження випадків зараження цими інфекціями серед дорослих, тому що більшість дорослих інфікуються саме від дітей. Пневмококова вакцина доступна для дорослих та була винайдена задля зниження ризику інвазивного пневмококового захворювання. Інші визнанні ефективними у профілактиці пневмонії вакцини включають: вакцини від коклюшу, вітрянки та кору.

### Інше
Відмова від куріння та зменшення забруднення повітря всередині приміщення, як, наприклад, під час приготування їжі на дровах, чи на гною, рекомендується у профілактичних цілях. Виявилось, що куріння є єдиним найбільшим фактором ризику пневмококової пневмонії у тих дорослих, які не мають проблем зі здоров'ям. Гігієна рук та прикривання роту під час кашлю також може стати ефективним профілактичним заходом. Застосування хірургічних масок хворими теж може запобігти хворобі.
Належне лікування основних хвороб (таких як ВІЛ/СНІД, цукровий діабет та неповноцінне харчування) може знизити ризик пневмонії. У дітей, молодших 6-ти місяців, виключно грудне вигодовування знижує обидва фактори: ризик та важкість хвороби. У хворих на ВІЛ/СНІД та з числом маркерів Т-хелперів меншим 200 клітин/мкл, ризик пневмоциститу знижує антибіотик триметоприм/сульфаметоксазол; також він може стати профілактичним засобом для тих, у кого послаблений імунітет, але немає ВІЛу.
Проведення обстеження вагітних на стрептокок групи Б та хламідію трахоматіс і призначення лікування антибіотиками, за необхідності, знижує рівень пневмонії у новонароджених; профілактичні заходи проти передачі ВІЛу від матері до дитини також можуть бути дієвими. Наповнення роту та горла новонародженого амніотичною рідиною, насиченою меконієм, не визнано методом, що знижує рівень аспіраційної пневмонії, та більше того, це може завдати шкоди здоров'ю. Таким чином, такі дії не рекомендовані у більшості ситуацій. В ослаблених літніх людей належний догляд за ротовою порожниною може знизити ризик аспіраційної пневмонії.

## Історичні факти

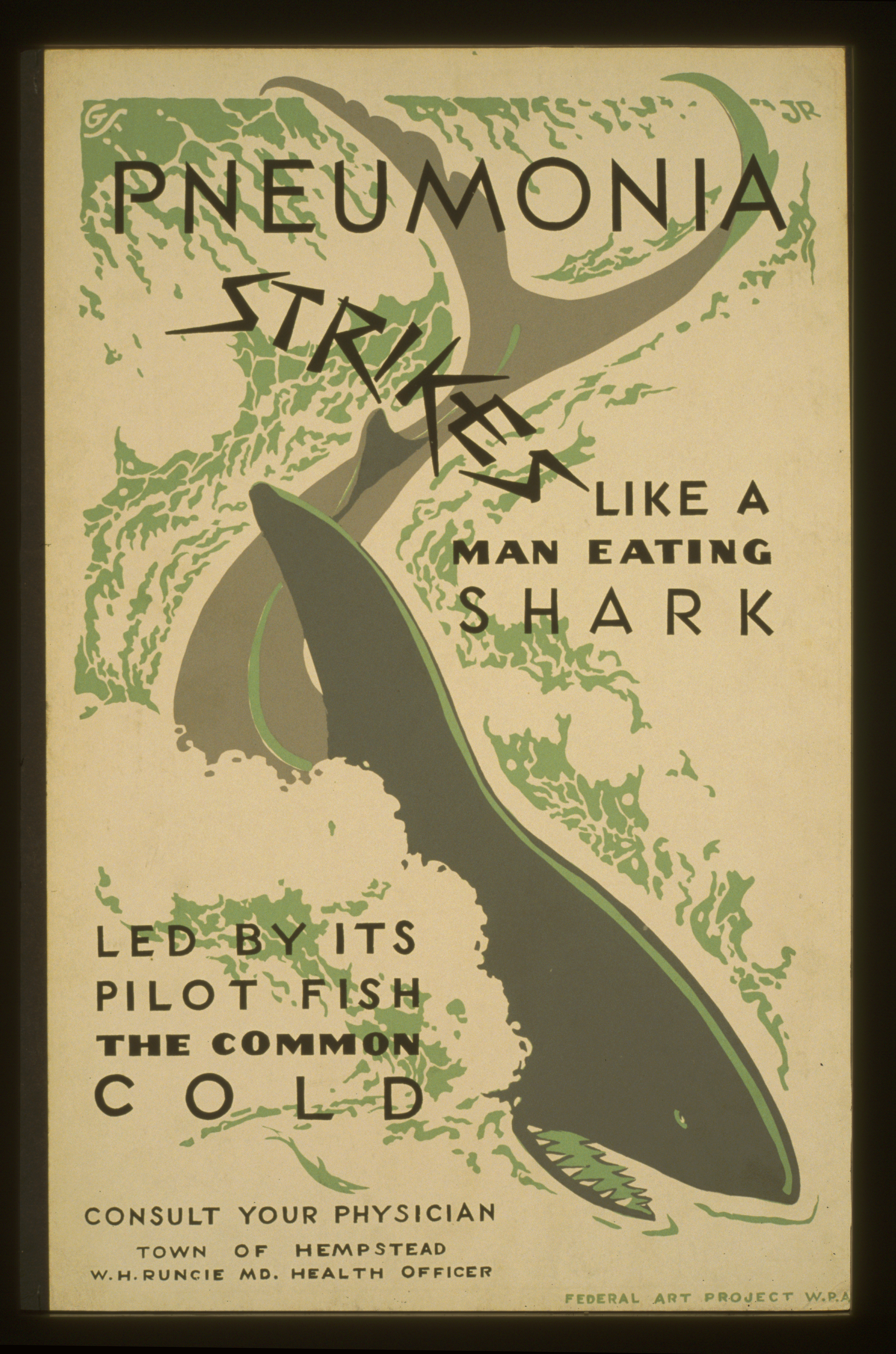
WPA ліворуч, 1936—1937 роки

Пневмонія була дуже поширеною хворобою протягом всієї історії людства. Її симптоми описав Гіппократ (460—370 роки до н. е.):«При періпневмонії та плевральних випотах спостерігаються: гостра гарячка та біль з одного чи обох боків, а також кашель при спробах видихання, відкашлюване мокротиння має білувате або бліде забарвлення та скоріше за все являє собою негусту пінисту з червоним вкрапленням масу або має будь-який інший нехарактерний для загальних випадків вигляд... Коли розвиток хвороби досягає апогею, то випадок, за відсутності можливості видалення рідини, стає невиліковним і ще більше погіршується, коли дихання стає ускладненим, а сеча — рідкою та набуває різкого запаху; окрім того, на шиї та голові проступає піт, який є поганою ознакою, виходячи з ядухи, хрипів та жорсткості захворювання, яке прогресує.» Однак Гіппократ називає пневмонію хворобою, «названою стародавніми жителями.» Він також описує результати хірургічного дренажу емпієм. Маймонід (1135—1204 н. е.) зауважив: «Основними неодмінними симптомами пневмонії є гостра гарячка, пронизливий плевритний біль у боці, поверхневе швидке дихання, стрибкоподібний пульс та кашель.» Такий клінічний опис значною мірою схожий на описи із сучасних підручників та відображає рівень медичних знань в період часів Середньовіччя до  XIX-го сторіччя.
Едвін Клебс був першим, хто знайшов бактерії у дихальних шляхах померлої від пневмонії людини у 1875 році. Початкову роботу з визначення двох найрозповсюдженіших бактеріальних збудників — пневмокока та клебсієли пневмонії — провели Карл Фрідлендер та Альберт Франкель у 1882 та 1884 роках відповідно. У початковій роботі Фрідлендера було введено фарбування за Грамом — фундаментальний лабораторний аналіз, який досі використовується для визначення та класифікації бактерій. Робота Крістіана Грама з описом процедури у 1884 році допомогла розрізнити два види бактерій та зрозуміти, що пневмонію можуть спричинити різні мікроорганізми.
Сер Вільям Ослер, відомий як «батько сучасної медицини», у 1918 році надав оцінку смертності та порушення дієздатності через пневмонію, яку він назвав «водієм ешелону смерті», при цьому також вказавши на туберкульоз як на одну з найголовніших причин смертності в той час. Цей вислів належав Джону Баньяну та був використаний у відношенні «сухоти» (туберкульозу). Ослер також назвав пневмонію «другом старих людей», оскільки смерть від неї часто була швидкою та безболісною на відміну від багатьох інших повільніших та більш болісних способів померти.
Деякі дослідження першого десятиріччя XX-го сторіччя дозволили зменшити показники смертності від пневмонії. Після винаходу пеніциліну та інших антибіотиків, сучасних хірургічних технік та інтенсивної терапії у XX-му сторіччі, смертність від пневмонії наблизилась до 30 % і навіть нижче (для розвинених країн). З 1988 року було впроваджено вакцинацію дітей проти гемофільної палички типу B, що невдовзі призвело до значного зменшення смертності. Також було впроваджено вакцинацію проти пневмококу — з 1977 року для дорослих, а з 2000 року — і для дітей. Це також дозволило зменшити рівень смертності від пневмонії.

## Суспільство та культура
Через високий рівень захворюваності у країнах, що розвиваються, та через відносно низький рівень інформованості щодо захворювання у розвинених країнах Всесвітня організація охорони здоров'я оголосила 12-е листопада Всесвітнім днем боротьби з пневмонією — днем проведення небайдужими громадянами та політичними діячами відповідних заходів. Загальна економічна вартість ліків на позалікарняну пневмонію становить приблизно 17 мільярдів доларів США.

## Додаткова література
- Пневмонія: Монографія. Вид. шосте, доп. та перероб. / Регеда М. С., Регеда М. М., Фурдичко Л. О. — Львів, 2012. — 162 с. [Архівовано 16 січня 2017 у Wayback Machine.]
- Фенотипи пневмоній: сучасний погляд на особливості етіології, діагностики та лікування хворих на негоспітальну пневмонію за наявності факторів ризику: навч. посіб. / Т. О. Перцева [та ін.] ; Держ. закл. «Дніпропетров. мед. акад. М-ва охорони здоров'я України». — Дніпро: Герда, 2017. — 103 с. : іл., табл. — Бібліогр.: с. 100—103 (42 назви). — ISBN 978-617-7097-71-5